# Arte omeya
Bajo el nombre de  arte omeya se agrupa la producción artística durante esta dinastía de califas, que reinó en el mundo islámico entre 661 y 750.

## Arquitectura y urbanismo

### Urbanismo

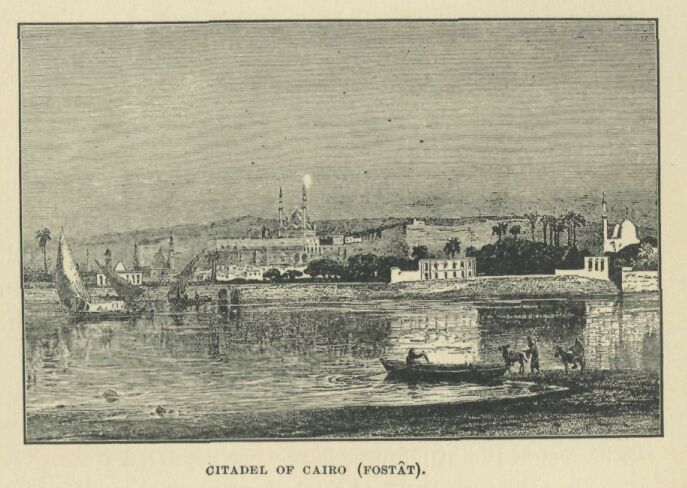
Dibujo de la antigua capital de Egipto, Fustat.

Existen tres tipos de ciudades en el período omeya: 
- las amsar ,
- las ciudades helenísticas y romanas transformadas,
- las nuevas ciudades.

Amsar es el plural de misr , que significa ciudad de conquista. Estos centros urbanos, entre los que se cuenta Fustat (antiguo El Cairo), Basra, Kufa y Kairouan, fueron creadas como localidades de invierno y lugares de descanso para el ejército de los conquistadores musulmanes. Seguían un esquema sencillo: la gran mezquita y el dar al-imara , el palacio, ocupaban el centro, y estaban rodeados con zonas de viviendas. Si algunas amsar desaparecieron completamente poco tiempo después de su creación, otras se desarrollaron considerablemente. 
El Oriente Próximo, bajo soberanía bizantina hasta la conquista, estaba ya muy urbanizado, por lo que se construyeron menos ciudades en esas regiones. Los recién llegados se instalaron en las ciudades ya construidas, como Damasco, Alepo, Hims, Laodicea, Apamea o incluso Jerusalén. Se construyó allí una gran mezquita, ya fuera en el lugar de la iglesia, como en Damasco y Jerusalén, o en un lugar vacío (Alepo, por ejemplo). La iglesia puede también a veces estar dividida en dos partes, ya que se reservaba una parte al culto cristiano, y otra al de los musulmanes. 
También se crearon otras ciudades, sin ser sin embargo del tipo  amsar , sino simplemente nuevos centros urbanos civiles. Por ejemplo el caso de Wasit (Irak) o de Shiraz, en Irán, donde resulta imposible distinguir actualmente los elementos omeyas. Ramla, en Oriente Próximo, es conocida solamente por los textos. Capital de Palestina bajo al-Walid I, esta ciudad tenía una extensión de 2,5 km², se abría por doce puertas, incluidas cuatro axiales, e incluía una gran mezquita, un palacio, edificios para los artesanos, cisternas, los mercados, talleres y barrios de viviendas.
En Anjar, en el Líbano, la ciudad omeya es ahora un yacimiento arqueológico, explorado solamente por el emir Shebab en 1950. Una inscripción en siríaco permite datar la construcción en el 846 de la era cristiana. Podría tratarse de un importante centro comercial. Rodeada por una muralla con dos semitorres la ciudad medía 370 x 310 m y se abría por cuatro puertas. Dos calles perpendiculares con soportales, correspondiendo al cardo y al decumanus romanos, dividen el tejido urbano en cuatro partes de igual tamaño. Están bordeados por tiendas, y su centro está señalado con un tetrápilo, un pórtico monumental de planta cuadrada, con cuatro columnas, colocado en la plaza central de algunas grandes ciudades romanas de Oriente Próximo La ciudad contiene un palacio y una mezquita en la zona sureste, otro palacio al noreste y baños al norte. Se excavó también una gran basílica, situada cerca de la plaza central. Sus conjuntos de azulejos y sus juegos de molduras son elementos bastante típicos del primer arte islámico.

### Arquitectura religiosa
Bajo los Omeyas nace realmente la arquitectura religiosa islámica, a partir de la cúpula de la Roca. Este monumento muy particular, construido, si hemos de cree la leyenda, en el lugar donde estuvo el templo de Salomón es, según Oleg Grabar, El primer monumento que fue una gran creación estética del Islam El edificio está organizado alrededor de una cúpula central apoyada en cuatro pilares y doce columnas de mármol coloreado. Un primer octógono hecho de pilares y columnas alternados encierran el anillo central. Un segundo octógono que forman las paredes del edificio rodea al primero, y crea un doble deambulatorio. Mosaicos de fondo de oro cubrían una gran parte del edificio, de los cuales sólo subsisten los situados en el interior. Su iconografía es bastante enigmática: para algunos representan trofeos, para otros ofrendas. Se observa una fuerte influencia de las tradiciones mediterráneas de la antigüedad tardía, en particular, en la técnica del mosaico con fondo de oro y en el empleo de columnas y capiteles antiguos, así como influencias del Irán sasánida, en particular en las coronas. Pero la larga inscripción coránica -la primera de toda la arquitectura islámica - y la ausencia de seres vivos en el decorado ponen de manifiesto que este edificio, aunque usa elementos antiguos, los adapta a un nuevo uso, un nuevo pensamiento, propiamente islámico.

Gran mezquita de los Omeyas en Damasco.

También bajo los Omeyas se establece el tipo de mezquita de plano árabe. El arquetipo y la obra maestra es la gran mezquita de los Omeyas de Damasco, realizada durante el reino de al-Walid I, entre 705 y 715. Se trata de un edificio que tiene un patio rodeado de un pórtico y una sala de rezo hipóstila, con tres naves paralelas a la pared de la alquibla. La nave que lleva el mihrab está rematada por una cúpula, y tres minaretes en los ángulos. Aquí se encuentran mosaicos de fondo de oro aunque de influencia bizantina, quizá incluso realizados por artesanos bizantinos.

### Arquitectura civil
La arquitectura civil se desarrolló a través de los castillos del desierto. Son numerosos y se levantan en las ahora desoladas llanuras de Sirias, pero antes extremadamente verdes y fértiles: podemos citar los de Qasr al-Hayr, el Khirbat al-Mafjar, Qusair Amra, Mushatta… Ejercían funciones diferentes: (proteger a las caravanas, residencias principescas o de gobernadores…), presentan construcciones variadas, pero con características comunes. Así pues, todos se construyeron en ladrillo, y los recintos son cuadrangulares rodeados de murallas con torres almenadas.

### Decoración de la arquitectura

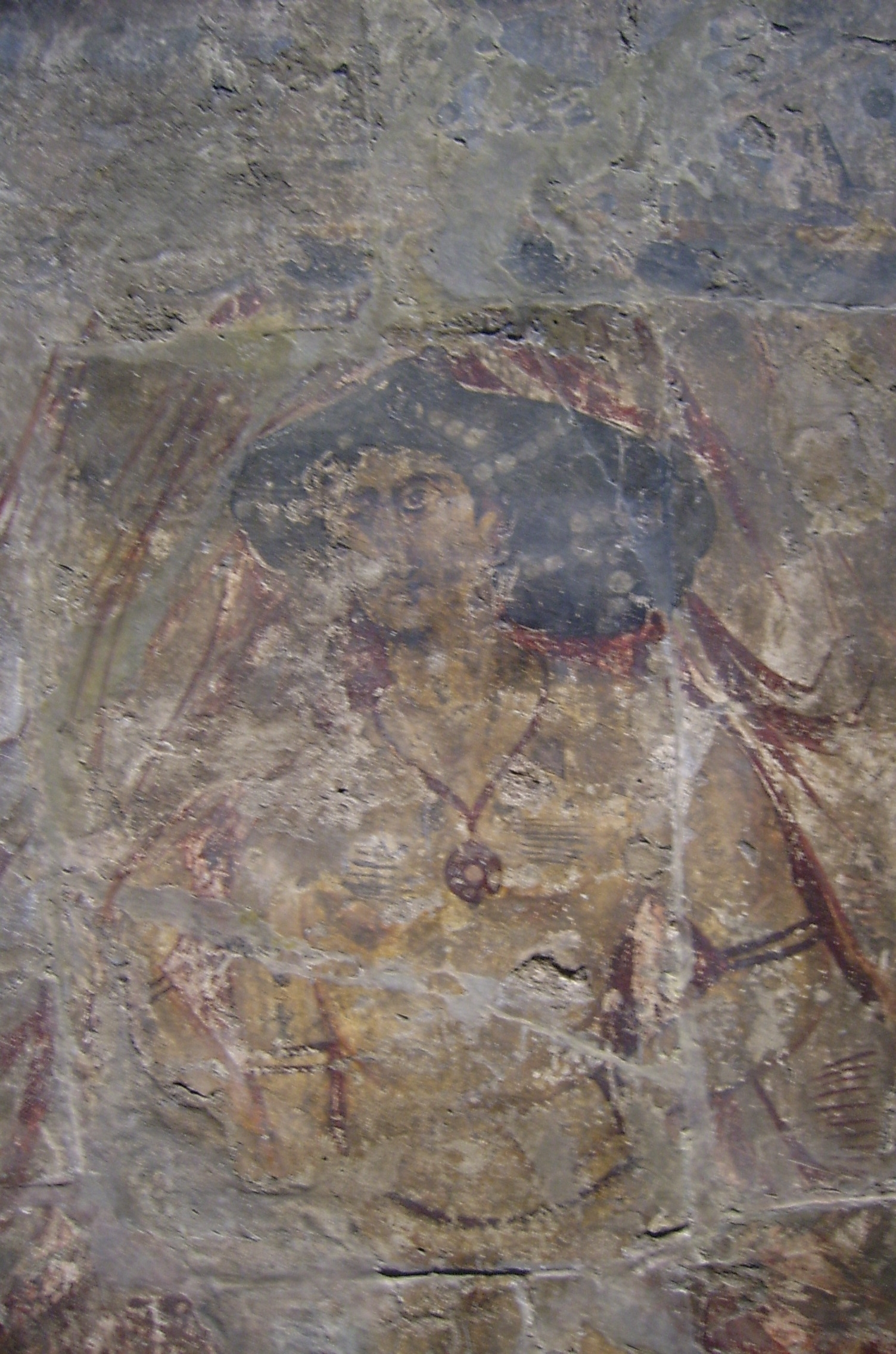
Pintura mural, Qusair Amra, Jordania.

El decorado arquitectónico depende aún mucho de la antigüedad y del arte bizantino, como dan prueba el frecuente empleo de columnas antiguas o los mosaicos con fondo de oro, a veces realizadas por artistas bizantinos, a veces por artesanos locales que los imitan. La pintura mural también se desarrolló mucho, como en Qusair Amra, y se conocen esculturas en estuco, casi las únicas esculturas de todo el arte Islámico.

## Objetos
Los primeros objetos islámicos son muy difíciles de distinguir de los objetos anteriores a este período: en efecto, se utilizan las mismas técnicas y los mismos motivos. 

### Cerámica

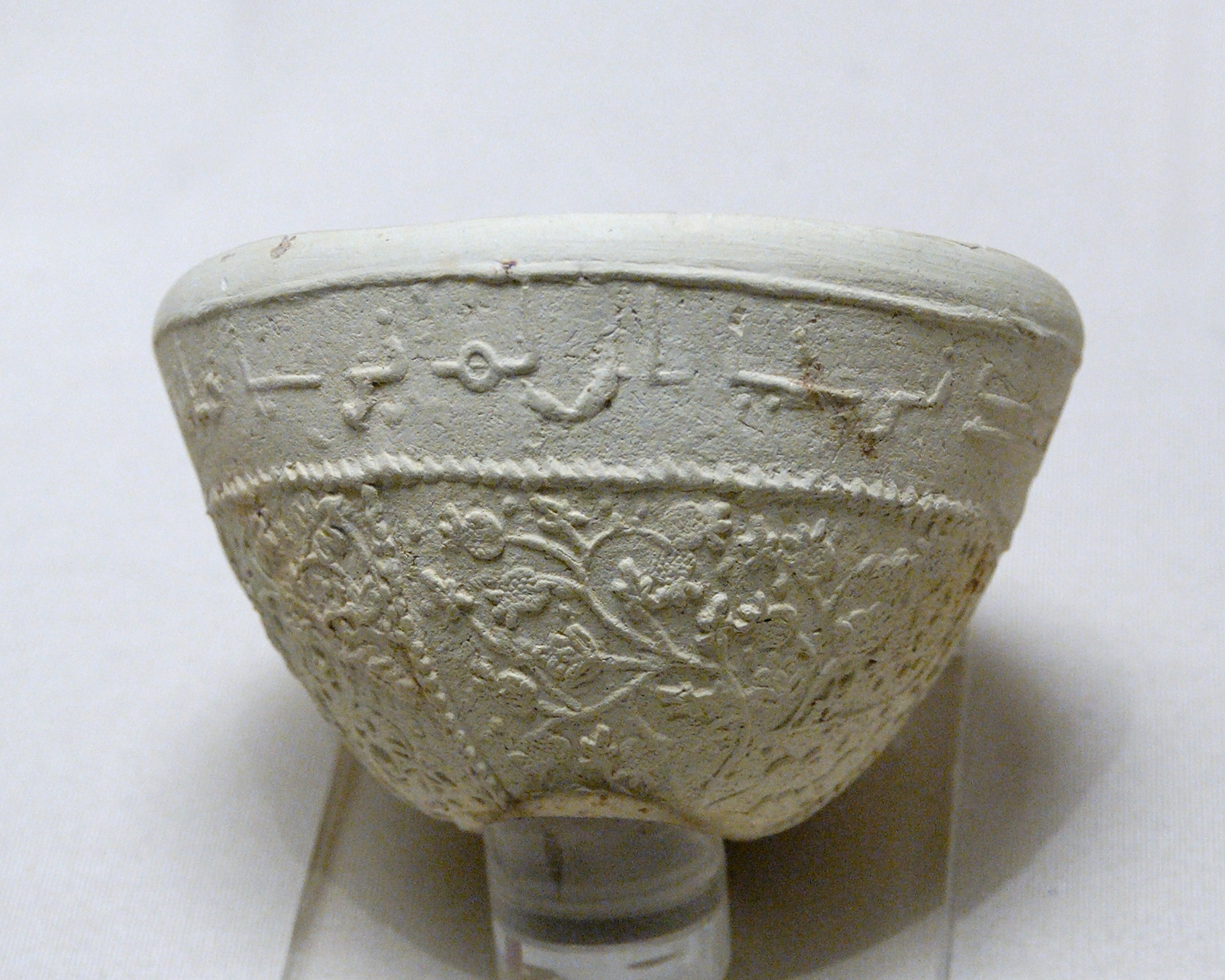
Taza con decoración de pámpanos y granadas, inscripción en árabe. Cerámica de arcilla, -, Susa (Irán), museo del Louvre.

Se conoce, en particular, una abundante producción de cerámica no barnizada, como da prueba un famoso pequeño cuenco conservado al Louvre, cuya inscripción garantiza su fechado en el período islámico. Los motivos vegetales son muy importantes. 
Existen también piezas cubiertas de vidriados monocromos verdes o amarillos. Un vidriado es un recubrimiento vítreo, coloreado o no, a veces transparente, a veces opaco, que cubre una cerámica y la hace brillar; es un elemento muy importante del arte de los países del Islam.

### Metales
Los artesanos trabajan ya el metal con maestría, creando toda clase de vajillas. El aguamanil de Marwan II, del museo Islámico de El Cairo es uno de los más impresionantes ejemplos. Compuesto de una panza globular, de un alto cuello sutilmente agujereado, de una boca con forma de gallo, es una de las obras maestras del período omeya. Fue creado para uno de los soberanos de esta dinastía. 